# Balkán-háború
A háború egyes szakaszaihoz részletesebben lásd az első Balkán-háború és a második Balkán-háború szócikkeket.
Az 1912–1913. évi Balkán-háborút a kiváltó okokat és a geopolitikai célokat tekintve hagyományosan két részre osztják a történetírásban. Az 1912. október 8-ától 1913. május 30-áig (a Julianus-naptár szerint 1912. szeptember 25-étől 1913. május 17-éig) tartó első Balkán-háborúban a Balkán-szövetség országaival (Görögország, Bulgária, Szerbia és Montenegró) szemben álló Oszmán Birodalom elveszítette európai területei nagy részét, Albánia, Makedónia, Rumélia és Trákia felszabadult a török iga alól. Az 1913. június 29-étől augusztus 10-éig (a Julianus-naptár szerint június 16-ától július 28-áig) tartó második Balkán-háborúban a volt török birtokok, különösen Makedónia és Trákia felosztásáért és birtoklásáért dúlt a háború: a törökellenes szövetség államai, Szerbia és Görögország Romániával és az Oszmán Birodalommal kibővülve Bulgária ellen fordultak, és megfosztották az első balkáni háborúban szerzett területei egy részétől.

## Előzmények és háttér

### Hatalmi viszonyok a 19. század végén a Balkánon

A Balkán-félsziget politikai képe 1912-ben

A 19. században az Oszmán Birodalom Balkán-félszigeti területein élő népek egymás után eszméltek nemzeti tudatukra, és sorra vívták ki függetlenségüket. A sort a görög szabadságharc nyitotta meg az önálló Görögország 1832-es elismertetésével. Szerbia, Bulgária és Montenegró 1878-ban vált önállóvá, de a szerb, illetve a bolgár etnikum elterjedésénél jelentősen kisebb területen. 1881-ben Görögország megkaparintotta Thesszáliát, 1885-ben Bulgária pedig Kelet-Ruméliát. A fiatal balkáni nemzetállamok további geopolitikai céljai közt szerepelt a még mindig török fennhatóság alatt álló területek (Makedónia, Albánia, Trákia) megszállása és felosztása.
A nyugat-európai nagyhatalmak a 19. század során figyelemmel kísérték és eltérő érdekeiknek megfelelően igyekeztek befolyásolni a Balkánon zajló változásokat. A század végére e tekintetben két nagyobb diplomáciai szövetség jött létre. Az egyik oldalon Oroszország célja a pánszláv mozgalom kibontakozása volt, hogy a szláv testvérállamok területén keresztül kijuthasson a Földközi-tengerhez. A másik oldalon Nagy-Britannia, az Osztrák–Magyar Monarchia, Olaszország és Németország ezt minden erejével igyekezett megakadályozni, és az Oszmán Birodalom területi integritásának sérthetetlenségét hangsúlyozta. Emögött persze eltérő érdekek álltak: az Osztrák–Magyar Monarchia vezetői attól való félelmükben ellenezték az orosz terveket, hogy a többnemzetiségű török birodalom széthullása követendő például szolgálhat a Monarchia területén élő népeknek; Olaszország az „új Római Birodalom” kiépítésével maga is ki kívánta terjeszteni hatalmát a Balkánra; a britek a görögök expanzióját támogatták; a német birodalom a Drang nach Osten szellemében szintén balkáni terjeszkedésről szőtt terveket stb.

### A balkáni helyzet kiéleződése az 1900-as években
A nagyhatalmak árnyékában a balkáni nemzetek fegyveres ellenállásukat szervezték, amely az 1904-es makedóniai felkelésben csúcsosodott ki. Ennek során a görög és a bolgár hadsereg csapott össze a valójában oszmán fennhatóság alatt álló Makedónia birtoklásáért. A felkelést leverték és a „puskaporos hordóként” emlegetett Balkánon sikerült visszanyerni a látszólagos egyensúlyt. Ez a kényes egyensúly azonban 1908-ban, az ifjútörök mozgalom előretörésével párhuzamosan egy csapásra felborult. A birodalmi hadseregben és az európai tartományokban zendülés tört ki, s a balkáni nemzetiségekben feléledt a remény függetlenségük végleges rendezésére. Bulgáriát független királysággá kiáltották ki, Kréta szigete kimondta elszakadását az Oszmán Birodalomtól és egyesült Görögországgal. Ugyanakkor az Osztrák–Magyar Monarchia előzetes nagyhatalmi egyeztetések nélkül, nemzetközi felháborodást keltve annektálta a ténylegesen az Oszmán Birodalom részét képező Bosznia-Hercegovinát.
Bosznia annexióját nagy csapásként értékelte Szerbia, hiszen a nacionalista országvezetők a szerb nemzet földjének tekintették. Orosz nyomásra azonban elfogadták a kialakult helyzetet és a déli, szerbek lakta területek, a Szandzsák, Metohija és Koszovó felszabadítására koncentráltak. 1909 áprilisában a Porta ugyan elismerte a független Bolgár Királyságot, a bolgárok az oroszok támogatásával azonban Trákia és Makedónia országukhoz csatolásáról szőttek terveket. 1910-ben Görögországban a krétai függetlenségi harc volt vezetője, Elefthériosz Venizélosz került kormányra, amivel nacionalista fordulat következett be az ország külpolitikájában, Venizélosz a törökellenes összefogás lehetőségeit kereste a balkáni nemzetekkel.

### A Balkán-szövetség
Miután Olaszország került ki győztesen az 1911-es olasz–török háborúból, a török kormány belpolitikai helyzete megrendült. A balkáni nemzetek elérkezettnek látták az időt a cselekvésre. Oroszország diplomáciai csatornákon keresztül elérte, hogy Bulgária és Szerbia 1912. március 13-án a kölcsönös segítségről rendelkező egyezményt írt alá, amelyhez később csatlakozott Görögország és Montenegró is. Az egyezmény titkos záradékában szerepelt a törökellenes összefogás, háború lehetősége is, és az, hogy esetleges területi viták esetén Oroszországot kérik fel döntőbírának. Ezzel létrejött a Balkán-szövetség.

## Az első Balkán-háború

Területi változások az első Balkán-háború végén

Az európai nagyhatalmak igyekeztek megakadályozni a törökellenes háború kirobbanását, de 1912 szeptemberében a balkáni államok és az Oszmán Birodalom egyaránt mozgósította hadseregeit. Elsőként október 8-án Montenegró intézett hadüzenetet az Oszmán Birodalomhoz, amelyhez október 17-én hadüzenettel csatlakozott a másik három ország, Bulgária, Szerbia és Görögország is.
A szövetséges országok előzetesen nem egyeztették haditervüket, s majd kétszeres létszámbeli fölényük ellenére egymástól függetlenül nyitottak frontot az oszmánok ellen: a bolgárok Trákiát rohanták le, a szerbek és a montenegróiak a Szandzsák, Észak-Albánia és Észak-Makedónia ellen intéztek támadásokat, míg a görög csapatok Dél-Makedónia és Epirusz (Dél-Albánia) ellen vonultak. A 310 ezres bolgár sereg a Tundzsa és a Marica folyók mentén nyomultak be Trákiába, s gyors győzelmeket követően november közepén kezdetét vette a hosszan elhúzódó drinápolyi csata (a várost 1913. március 26-án vették be). Emellett a törököket a Márvány-tengerig szorították vissza, s végül Konstantinápolytól 30-40 kilométerre megmerevedett a front (ún. Çatalca-vonal). A szerbek a Vardar völgyében nyomultak előre a makedóniai Szkopje felé, illetve a montenegróiakkal összefogva a Szandzsák és Észak-Albánia felé nyitottak frontot. A döntő vereséget november 19-én Bitolánál mérték Zekki pasa seregére. A Konstantin koronaherceg és Panajotisz Danglisz tábornok vezette görögök Szaloniki, illetve az epiruszi Dél-Albánia felé támadott, miközben haditengerészetük igyekezett átvenni az ellenőrzést az Égei-tengeri vizek fölött. A szárazföldön november közepéig Szarantaporónál és Jannitszánál mértek vereséget a törökökre, majd elfoglalták Janinát. A görög flotta december 3-án a Dardanelláknál szétverte a török hajóhadat, és egy sor Égei-tengeri sziget görög birtok lett.
A Balkán-szövetség országaival szemben állt a szétszórt, pénzügyi és utánpótlási nehézségekkel küszködő, összességében 350 ezer főt kitevő oszmán hadsereg, amely képtelen volt a fent ismertetett nyomásnak ellenállni. December 3-án a harcoló felek két hónapos fegyverszünetet kötöttek, és a rendezés érdekében december 13-án Londonban vezetőik asztalhoz ültek a nagyhatalmak képviselőivel. A fegyverszünet leteltével a törökök még kísérletet tettek elvesztett trákiai birtokaik visszaszerzésére, de a bolgárok visszaverték őket. Az első Balkán-háború végére Észak-Albániát és Koszovót Montenegró és Szerbia, Dél-Albániát Görögország foglalta el. Görögország Thesszáliáig, Szerbia Macedóniáig nyomult előre, Bulgária pedig Trákiára terjesztette ki fennhatóságát.

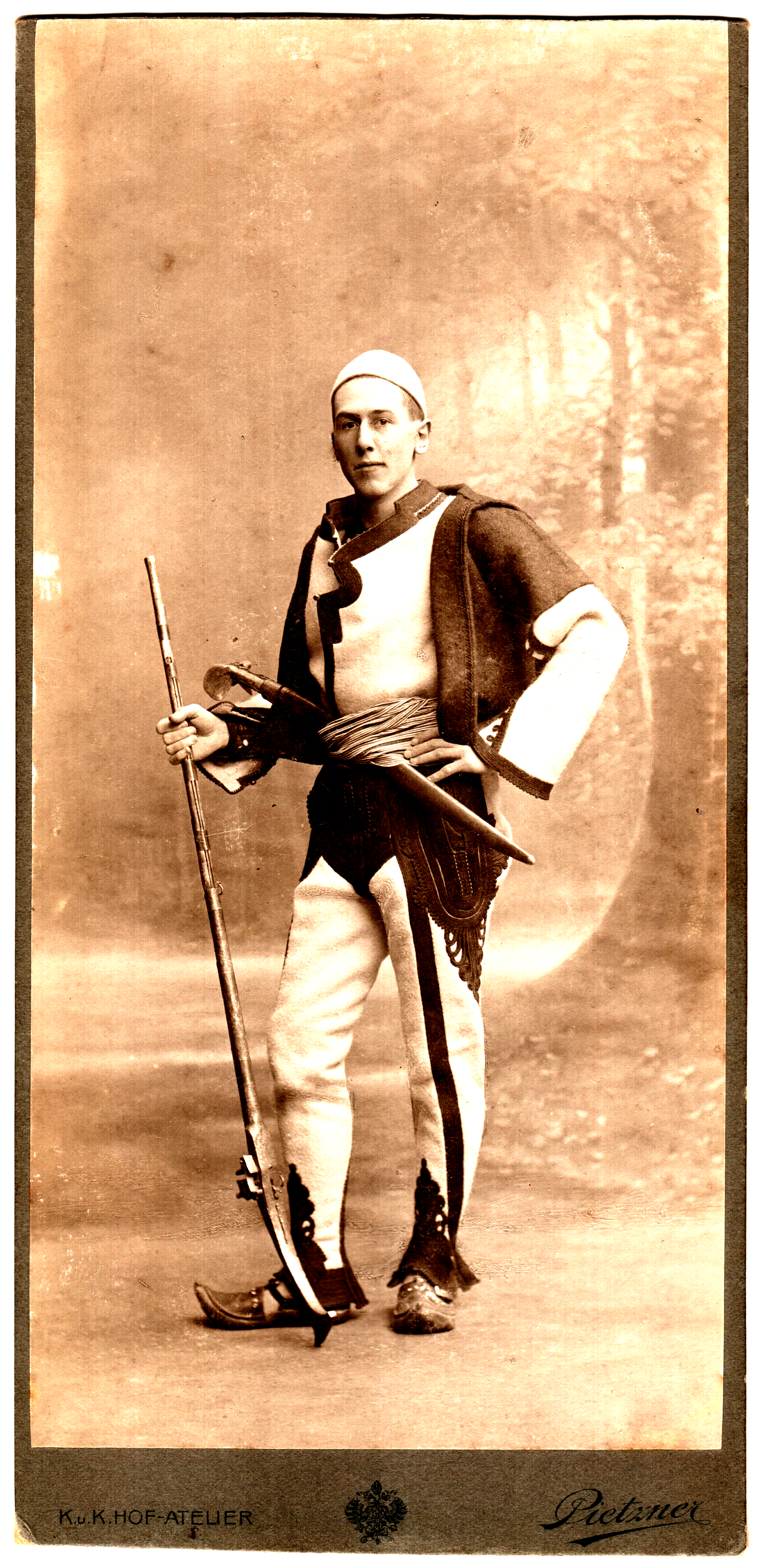
Nopcsa Ferenc hírszerző albán katonai viseletben – cca 1913

A londoni tárgyalásokon részt vevő felek végül 1913. május 30-án írták alá a londoni egyezményt, amely a következőképpen rendelkezett:
- a független Albánia területéről Szerbia, Montenegró és Görögország kötelesek csapataikat kivonni
- a Szandzsákot Szerbia és Montenegró között felosztják;
- Trákiának a Kıyıköy–Enez vonaltól északra eső területei Bulgáriát illetik meg;
- Makedónia belső területeit Bulgária és Szerbia kapja, a partvidéki Thesszáliát pedig Görögországhoz csatolják.

## A második Balkán-háború
A londoni egyezmény rendelkezéseivel elégedetlenek voltak az első Balkán-háborúból győztesen kikerült szövetségesek, s különösen érzékeny problémának bizonyult Makedónia hovatartozásának kérdése. Bulgária, Szerbia és Görögország egyaránt igényt tartott makedóniai területekre. Ugyanakkor a korábbi háborúban semleges Románia váratlanul magának követelte a Bulgáriához tartozó, Duna menti Szilisztra vidékét. Noha a háttérben folytak a tárgyalások, június 29-én a bolgárok váratlanul megtámadták a makedóniai szerb és görög hadállásokat.
Négy bolgár hadosztály a szerbek ellen indult, egy pedig a görögök ellen. Ez utóbbit július 2-án a görögök megállították, s Kilkisz védelmében beállt a Dojrani-tótól a Kavála városáig húzódó front. A görögök lassú előrenyomulása eredményeképpen július végére a bolgárok a Sztruma folyó völgyébe, a Kresna-szorosig húzódtak vissza. Az északi fronton a szerbek július 9-én a bregalnicai csatával visszavonulásra késztették a bolgárokat, akik elterelő hadművelettel megosztották a szerb sereg figyelmét, és július 18-án Kalimancinál megállították őket. Ezt követően a Sztruma völgyén keserves harcok árán visszafelé nyomták a görögöket is, de időközben Bulgária harapofógóba került. Július 10-én a románok vonultak be Dél-Dobrudzsába, és Észak-Bulgáriát fenyegették, a török sereg pedig július 23-án visszafoglalta Drinápolyt. A bolgár hadsereg a nagy nyomás alatt összeomlott, s július 31-én a szemben álló felek általános fegyverszünetet kötöttek.
1913. augusztus 10-én írták alá a második, és ezzel az egész Balkán-háborút lezáró bukaresti egyezményt, amelynek értelmében Bulgária elveszítette az első Balkán-háborúban megszerzett területek java részét. Macedóniát Szerbia és Görögország között osztották fel, Kelet-Trákiát visszakapták a törökök, Dobrudzsa pedig Romániához került. Egyedül Nyugat-Trákia maradt bolgár fennhatóság alatt.